# Classe Qing
La classe Qing (nom de code OTAN) ou Type 032 est un sous-marin auxiliaire Diesel-électrique de la force sous-marine de la marine de l'armée populaire de libération de la république populaire de Chine. La classe comporte un seul sous-marin, portant le numéro de coque 201. Il est utilisé pour tester des systèmes et des technologies, y compris des missiles balistiques de lancement d’essai (SLBM).

## Historique
Le 201 a été lancé le 9 septembre 2010 et mis en service dans la marine de l’Armée populaire de libération (PLAN) le 16 octobre 2012. Le précédent banc d'essai de SLBM, un sous-marin de classe Golf (Type 031), a été mis hors service en 2013. Le 201 a participé aux essais du SLBM JL-2. Il a effectué les trois premiers lancements d’essai du JL-3 à partir de 2018.

## Description
Le 201 ressemble à un sous-marin de type 039A agrandi, avec des ailerons de plongée rétractables montés sur la proue, au lieu d’être montés sur le kiosque. Le kiosque est d’une longueur démesurée, et s’étend au-dessous de la quille comme la classe Golf. Au moins un tube de lancement de missile balistique est installé à l’arrière du kiosque. En 2017, la hauteur de l’arrière du kiosque a été augmentée, probablement pour supporter le JL-3 plus grand.